# الإجابات (رواية لاسي)
الإجابات هي رواية للكاتبة الأمريكية كاثرين لاسي صدرت عام 2017 ونشرتها دار فارار وستراوس وجيرو.

## الكتابة والنشر
اقتُبست الرواية من قصتين قصيرتين.  لم تكن شخصية كورت سكاي مستوحاة من ممثل معين. 

## الاستقبال
وفقًا لمُجمع المراجعات الأدبية بوك ماركس، تلقت الرواية في الغالب مراجعات وصفها الموقع بالإيجابية والإطرائيّة. أشاد دوايت غارنر في مراجعة نشرتها صحيفة نيويورك تايمز بالرواية ووصفها بأنها كتاب "للفكر والسعة التي تتعمق مع تقدمها إلى الأمام".  كما أشاد غارنر بالكتاب باعتباره متابعة جديرة بالاهتمام لرواية لاسي الأولى لا أحد مفقود على الإطلاق. في مراجعة مميزة بنجمة قالت مراجعات كيركو "بدقة من عالم آخر وذكاء خفي، تخلق لاسي مشهد أحلام سريالي بلطف مُسكر وعميق. رواية فريدة؛ غير متوقعة بقدر ما هي غنية." 

## التكيف
ذكرت المجلة الإلكترونية ددلاين هوليوون في نوفمبر 2022 أنه سيتم تحويل الرواية إلى مسلسل تلفزيوني لقناة إف إكس. في نوفمبر 2022، أُعلن عن اختيار الممثل ديفيد كورنسويت ليقوم بدور البطولة.